# 医行為
医行為（いこうい）は、判例上、「医療及び保健指導に属する行為のうち、医師が行うのでなければ保健衛生上危害を生ずるおそれのある行為」と定義される日本の医療用語、法令用語である。
通説上、「当該行為を行うに当たり、医師の医学的判断及び技術をもってするのでなければ人体に危害を及ぼし、又は危害を及ぼすおそれのある行為」という表現や、「医師・歯科医師が行うのでなければ保健衛生上危害の生じるおそれのある行為」という表現もある。
似た用語に「医療行為」があるが、医療分野の一部、あるいは医療分野以外の行政、報道など一般で幅広く使われる用語（あるいは日本国外の医療概念に基づく使用）であり、「医行為」のように法令解釈による一定程度の定義の裏付けがあるものではないことに注意が必要である。

## 根拠法令
医師（歯科医師）は、医療（歯科医療）及び保健指導を掌ることによって、公衆衛生の向上及び増進に寄与し、もって国民の健康な生活を確保するものとする（医師法第1条・歯科医師法第1条）。そして、医師・歯科医師でなければ、医業・歯科医業をなしてはならない（医師法第17条・歯科医師法第17条）。医業（歯科医業）の「医」は医行為であり、「業」は反復継続の意思をもって行う事と解釈されている。
医師が患者の診療を反復して行う場所については、診療所開設を届出る必要がある（医療法第8条）。往診のみの場合も医師の住所を所在地として診療所を届出る必要がある（医療法第5条第1項〈往診医師等に関する特例〉）。
法令上、「医行為」について具体的に直接な定義は存在せず、医行為であるかどうかは保健当局の疑義回答や通達、判例などで個別に判断されてきた。

### 保健師助産師看護師法ほか
保健師助産師看護師法に規定する業務範囲は以下のとおりである。
- 保健師でない者は、保健指導の業をしてはならない。また、傷病者に対する療養上の指導を行うに当たりその主治の医師または歯科医師がある時はその指示に服する（同法第2条、第29条、第35条）。なお、保健指導業務に関して名称独占とされている[17][18][19]。また、保健指導については、「保健指導も医行為に属する」という学説[20]がある一方で、「保健指導は（医療の一部ではあるが）医行為ではない、とされ」る見解[21][22]があり、「医行為である」例で、「傷病者（又はその保護者）の療養上の指導、告知（同法第35条、医師法第23条）」と、「医行為とされない」考え方で、「一般健康人に対する保健指導」とを示す法医学的研究[21][23]もある。
- 助産師でない者は、助産または妊婦、褥婦もしくは新生児の保健指導の業をしてはならない。ただし、医師が行う場合はこの限りでない（同法第3条、第30条）。
- 看護師でない者は、傷病者もしくは褥婦に対する療養上の世話又は診療の補助に関する業をしてはならない。また、医師または歯科医師の指示を受けねばならない。ただし、医師、歯科医師、保健師または助産師が行う場合はこの限りでない（同法第5条、第31条）。
- 准看護師でない者は、看護師に係る業をしてはならない。また、医師、歯科医師または看護師の指示を受けねばならない。ただし、医師、歯科医師、保健師、助産師または看護師が行う場合はこの限りでない（同法第6条、第32条）。

なお、業務独占は、保健師助産師看護師法第31条第1項及び第32条の規定にかかわらず、診療の補助として行う業務である。
歯科衛生士法に規定する業務範囲は以下のとおりである。
- 歯科衛生士は、歯科医師（歯科医業をなすことのできる医師を含む。）の指導の下に、歯牙及び口腔（くう）の疾患の予防処置として、①歯牙および歯茎の歯周ポケットへの付着・沈着物の機械的除去、歯牙および口腔への薬物塗布、②保健師助産師看護師法の規定に拘（かか）わらず、歯科診療の補助、および③歯科保健指導を業とすることができる。また、歯科保健指導をなすに当たって主治の歯科医師又は医師があるときは、その指示を受けねばならない（同法第2条、第13条、第13条の3）。なお、歯科保健指導業務は業務独占ではない[18]。

業務独占かつ名称独占または〔名称独占に含まれる〕業務独占となる医行為のうち、看護師、准看護師および歯科衛生士などが診療の補助として行う業務を相対的医行為（広義の医行為）とし、医師・歯科医師でなければ行うことのできない絶対的医行為（狭義の医行為）と区別して呼ぶこともある。
絶対的医行為の例示として、法律の規定では、「主治の医師または歯科医師による指示なく」保健師、助産師、看護師または准看護師、歯科衛生士による次の行為を禁止している（保健師助産師看護師法第37条、第38条、歯科衛生士法第13条の2）。
- 診療機械を使用
- 医薬品の授与、投与
- 医薬品の処方指示
- その他医師または歯科医師が行うのでなければ衛生上危害を生ずるおそれのある行為[22][31][32]
- 助産または妊婦、褥婦もしくは新生児に異常を認めた場合の当該異常に対する助産師の処置[33]

ただし、次の行為は絶対的医行為の適用除外となる（同上、保健師助産師看護師法第37条の2）。
- 臨時応急の手当て
- 助産師によるへその緒の切断、浣腸その他助産師の業務に当然に付随すべき行為
- 特定行為区分に係る特定行為研修を受けた特定看護師が、当該診療に関し医師または歯科医師が予め発した当該特定行為に係る手順書に基づき実施する特定行為

事務的行為区分としては以下の職掌がある（保健師助産師看護師法第40条、第41条）。
- 助産師は、自ら分娩の介助又は死胎の検案に基づき、出生証明書、死産証書または死胎検案書の交付をする事ができる。また、妊娠4ヶ月以上の胎児の死産を検案して異常があると認めた時は24時間以内に所轄警察署にその旨を届出しなければならない。

なお、公認心理師は診療の補助に当たる行為を行えない資格であり、その業務を行うに当たって要支援者に当該支援に係る主治の医師があるときは、主治の医師の指示の下で要支援者の心理状態を観察しその結果を分析することや、要支援者に対してその心理に関する相談に応じることなどを業として行うものである。

## 保健衛生上の危害又は危害のおそれ
学説上、以下のように分けられる。

### 「人体に危害を及ぼす行為」または「直接的・積極的な危険」

#### 直接的危険行為
- その行為自体が直接に人体に危害を及ぼす[50]行為
- 行為そのものが直接的に人体に危害を及ぼすおそれのある行為〔一般的に医行為〕[23][注釈 4]

### 「人体に危害を及ぼすおそれのある行為」または「間接的・消極的な危険」

#### 間接的危険行為
- 直接的危険行為の前提として行われ、人体に危害を及ぼすおそれのある行為
- 行為そのものは必しも人体に危害を与える及ぼすおそれがあるとはいえないが、診療の一環として行われ、結果を利用する等により結果として人体に危害を及ぼすおそれのある行為〔医行為〕[23][51][注釈 4]

#### 消極的危険誘発行為
- 適切な治療を受ける機会が奪われ、存在する危険[注釈 9]を防止することができず、あるいは後に人体に危害を及ぼす行為を必然的に誘発せざるをえなくなる[注釈 10][50]行為[52]

また、以下のような概念や学説もある。
「医師が〔常に〕自ら行うのでなければ保健衛生上（積極的・消極的）危害が生ずるおそれ」のある「狭義の医行為」が、医師法第17条の医業を構成する医行為となり、必ずしも医師による必要がない措置を含めて「広義の医行為」として、医師の指示・監督の下で、看護師、診療放射線技師などの有資格者に委ねられることが許され、これらの医療専門職に関する法律（保健師助産師看護師法、診療放射線技師法など）によって規制される。
これらのことから、①「医療及び保健指導に属する行為のうち、医師が行うのでなければ保健衛生上〔危害を生じ、または〕（直接的・積極的）危害を生ずるおそれのある行為」、②「医療及び保健指導に属する行為のうち、医師が行うのでなければ保健衛生上（間接的・消極的）危害を生ずるおそれのある行為」、③「医療及び保健指導に属する行為のうち、医師が行うのでなくとも保健衛生上（間接的・消極的）危害を生ずるおそれはない行為」の三類型が考えられる。この三類型は、公認心理師の「主な争点」で記述している「医療関係職種の業務における3つの行為類型（案）」に対応すると考えられる。そして、「絶対的医行為と相対的医行為（医師や看護師等の医療関係職）」は①、「主治の医師の指示」（保健師、歯科衛生士、公認心理師）は②、「主治の医師の指導」（精神保健福祉士、言語聴覚士、管理栄養士）は③にそれぞれ該当すると考えられる。なお、「〔医師と協働して実施することが前提の行為であるために〕医行為に該当しない」②については、「〔原則として〕医行為（医療行為）に該当する」解釈も示す学説や法医学的研究がある。

## 具体的内容
医師、歯科医師が行う医行為のほか、日常の診療、看護または介護などにおいて、具体的にどのような行為が、法令の規制する医行為に該当するのか、またはしないのかが問題となる場面がある。
平成17年7月26日厚生労働省医政局長通知「医師法第17条、歯科医師法第17条及び保健師助産師看護師法第31条の解釈について」（医政発第0726005号 平成17年7月26日 厚生労働省医政局長通知）によれば、以下の行為を例示として挙げて「原則として、法令の規制する医行為に該当しない」とした。
- 水銀体温計、電子体温計による腋下体温測定、耳式電子体温計による外耳道体温測定[注釈 12]
- 自動血圧測定器による血圧測定[注釈 13]
- 動脈血酸素飽和度の測定のためのパルスオキシメータの装着（新生児を除く。また、入院治療の必要がある者を除く）
- 軽微な切り傷、擦り傷、やけど等に対し、汚物等で汚れたガーゼ等の交換のほか、専門的な判断や技術を必要としない貼り付け式の絆創膏、ガーゼなどによる処置。
- 次の条件を全て満たす場合における皮膚への軟膏の塗布（褥瘡の処置を除く）、皮膚への湿布の貼付、点眼薬の点眼、一包化された内用薬の内服（舌下錠の使用を含む）、肛門からの坐薬挿入または鼻腔粘膜への薬剤噴霧の介助
  - 患者本人または家族から具体的な依頼があること
  - 医師、歯科医師または看護師から介助について具体的な指示または承認があること
  - 入院治療の必要がなく、容態が安定していること
  - 副作用や投与量調整の観点から、連続的な容態の経過観察を必要とする医薬品等でないこと
  - 患者が内服薬を誤嚥をする可能性、あるいは坐薬で肛門から出血をする可能性がないなど、専門的で特別な配慮が必要な状態ではないこと
- 爪を爪切りで切り、または爪ヤスリでやすりがけすること（爪自体に異常がなく、爪の周囲の皮膚に化膿や炎症などの異常がなく、かつ、糖尿病等の疾患を原因とする専門的な管理が必要でない場合に限る）
- 日常的な口腔内の刷掃・清拭として歯ブラシ、綿棒または巻き綿子などにより、歯、口腔粘膜、舌に付着している汚れを除去すること（重度の歯周病等である場合を除く）
- 耳垢の除去（耳垢塞栓の除去治療を除く）
- ストマ装具のパウチにたまった排泄物の廃棄（肌に接着したパウチの交換を除く）
- 自己導尿の補助を目的としたカテーテルの準備、体位の保持などの介助
- 市販のディスポーザブルグリセリン浣腸器[注釈 14]を使用した浣腸

以上は、あくまでも原則として医行為に該当しない行為の例示であり、これらの例示から外れる行為について、医行為への該当性あるいは非該当性のいずれをも規定するものでは無いことに注意が必要である。
また、以上のいずれの行為についても、患者の容体によっては、病状が不安定なことなどにより専門的な管理を要する場合もあり、そのような客観的状況下では、以上に列挙した行為であっても医行為に該当する場合も考えられる。そのため、親族や介護者、特に介護サービス事業者等は、必要に応じて医師、歯科医師または看護師等に専門的な管理の必要性について照会し確認しておく必要がある。また、病状の急変やその他必要な場合には、できるだけ速やかに医師、歯科医師または看護師等に連絡を行う等の措置を講じる必要がある。
また、体温、血圧や酸素飽和度の測定についても、その数値を元にして医療または看護上の措置の判断を、介助者などが独自に行い、医薬品等や点眼、湿布、軟膏、坐薬や鼻腔噴霧その他の処置を独自に変更する事は、医行為に該当する。よって、数値の異常を発見した場合は、緊急度に応じできるだけ速やかに医師、歯科医師または看護師等に連絡を行いその指示を仰ぐ必要がある。
また、業として介助や介護等を行うサービス事業者に関しては、実際の実施者に対し一定の研修や訓練が実施されるべきであり、本通達をもって、サービス事業者等におけるこれら行為に関し、その研修等の必要性が無いものであると解釈してはならない。また、サービス事業者等の監督責任者等は、事業遂行上、これらの行為が安全に実施されるよう監督する義務がある。また、本通達をもって、行為全般につき一般の法令の適用に基づく刑事上または民事上の責任を免れるものと解釈してはならない。業務上、看護師等がいる場合には、体温、血圧や酸素飽和度の測定とその結果について実施計画に基づき看護師等と適宜報告、連絡および相談し、医薬品等の使用や点眼、湿布、軟膏、坐薬や鼻腔噴霧その他の処置についても、看護師等による実施または看護師等との密接な連携および指示の下で実施される事が望ましい。
本通達は、外傷や火傷等、その他急迫の外傷あるいは症状に対し緊急やむを得ず行う応急処置または救急手当の行為を妨げるものと解釈してはならない。
さらに、上記の平成17年通知に記載のない行為のうち、医療機関以外の介護現場で実施されることが多いと考えられる行為であって、原則として医行為ではないと考えられるもの（19項目）を整理し、令和4年12月1日厚生労働省医政局長通知「医師法第17条、歯科医師法第17条及び保健師助産師看護師法第31条の解釈について（その２）」（医政発1201第4号 令和4年12月1日 厚生労働省医政局長通知）が発出され、以下の行為を例示として挙げて「原則として、法令の規制する医行為に該当しない」とした。
（例）

　－在宅介護等の介護現場におけるインスリン注射の実施に当たって、あらかじめ医師から指示されたタイミングでの実施の声かけ、見守り、未使用の注射器等の患者への手渡し、使い終わった注射器の片付け（注射器の針を抜き、処分する行為を除く。）及び記録を行うこと

　－皮膚に発赤等がなく、身体へのテープの貼付に当たって専門的な管理を必要としない患者について、既に患者の身体に留置されている経鼻胃管栄養チューブを留めているテープが外れた場合や、汚染した場合に、あらかじめ明示された貼付位置に再度貼付を行うこと
また、厚生労働科学特別研究事業における検討を踏まえた、令和5年7月3日厚生労働省医政局医事課長通知「医師免許を有しない者によるいわゆるアートメイクの取扱いについて」（医政医発0703第5号 令和5年7月3日 厚生労働省医政局医事課長通知）によれば、「……、アートメイクについては、医療の一環として医師・看護師等の医療従事者が関与している実態があり、『一定の侵襲性が認められることや、医療従事者による安全性水準の確保がきわめて重要と考えられること』から、医行為該当性が肯定できるものと考えられると示された。」とした。

## その他
医療行為という言葉も使われているが、医療分野においても「診療の補助業務等」を医療行為と呼んで医行為と区別していることもある。実際には医行為と医療行為を厳密には区別しないことも多く、医療行為（医行為）という用語を用いて医行為を説明している医事法のテキストもある。さらに、医療行為（医行為）には広狭２義があり、広義の医療行為とは、疾病の治療、軽減又は予防のために行われるものをいい、狭義の医療行為とは、医師が医学的知識と技術を用いて行うのでなければ人体に危険を及ぼすおそれのある行為をいうとする見解もある。また、医療行為とは医行為、歯科医行為、調剤行為であるとする文献もある。
また、「医療関連行為の特許保護の在り方に関する専門調査会」〔知的財産戦略本部〕においては、「医療行為」の語は用いられておらず、代わりに「医療関連行為」という用語が用いられ、「医療関連行為」は「医行為」と「医行為以外の医療関連行為」からなるとしている。

なお、産業構造審議会・知的財産政策部会特許制度小委員会・医療行為ワーキンググループでの議論の整理では、「医行為」を「医師の医学的判断及び技術をもってするのでなければ人体に危害を及ぼし、又は及ぼす虞のある行為」又は「医学上の知識と技能を有しない者がみだりにこれを行うときは、生理上危険がある程度に達している行為」ととらえ、「医行為以外の医療関連行為」を「医師が行うことも想定されるが、医師以外の者も行うことが可能であって、医療と何らかの関連を有する行為」〔○医行為と連続的に行われる行為、○技術的内容は同じであるが、施す相手等に応じて医行為となったり医行為に当たらないとされたりする行為、○医行為を実施するために必要な物（医薬品･医療機器）を製造･提供する行為〕とし、この両者を合わせたものを「医療関連行為」と定義している。
「医行為以外の医療関連行為」（医行為ではないが、医行為に付随する行為）〔業務独占とはならない（名称独占となる）医行為〕は「間接的危険行為および消極的危険誘発行為」または「原則として医行為に該当しない行為」と同義またはより広義で、「医行為」は「判例上の医行為」と同義であると考えられる。